# ウスマン・ディオマンデ
ウスマン・ディオマンデ（Ousmane Diomande, 2003年12月4日 - ）は、コートジボワール・アビジャン出身のプロサッカー選手。プリメイラ・リーガ・スポルティング・クルーベ・デ・ポルトゥガル所属。ポジションはDF。

## 来歴
2020年1月にFCミッティランと契約。2022年8月にトップチーム昇格と同時にCDマフラへのローン移籍も決定。翌日には2部リーグにあたるセグンダ・リーガのUDオリヴェイレンセ戦で先発で起用され、プロデビュー。後半22分まで出場するも試合は1-3で敗戦。以降はプロ1年目ながら最終ラインに定着。
2023年1月31日、スポルティング・クルーベ・デ・ポルトゥガルへの完全移籍が決まり、2027年までの契約を締結。移籍後早速先発に定着し、5月21日のSLベンフィカとのデルビー・デ・リスボアでは、前半44分にプロ初ゴールを記録。これらの活躍で9月には早速アーセナルFCからの関心が報じられた。

## 代表歴
2023年9月にコートジボワール代表に初招集。9日のアフリカネイションズカップ2023グループリーグのレソト戦で初出場した。